# Porter (Minnesota)
Porter é uma cidade localizada no estado americano de Minnesota, no Condado de Yellow Medicine.

## Demografia
Segundo o censo americano de 2000, a sua população era de 190 habitantes.
Em 2006, foi estimada uma população de 172, um decréscimo de 18 (-9.5%).

## Geografia
De acordo com o United States Census Bureau tem uma área de 5,8 km², dos quais 5,8 km² cobertos por terra e 0,0 km² cobertos por água. Porter localiza-se a aproximadamente 367 m acima do nível do mar.

## Localidades na vizinhança
O diagrama seguinte representa as localidades num raio de 24 km ao redor de Porter.